# Municipios de Estonia
La unidad administrativa de menor nivel en Estonia es el municipio (omavalitsus, en estonio). Cada municipio constituye una entidad de autogobierno con órganos representativos y ejecutivos propios. En Estonia, el territorio nacional se encuentra completamente cubierto por municipios, sin zonas no incorporadas.
En Estonia hay dos tipos de municipios: los municipios urbanos o ciudades (en estonio: linnad, en singular linn) y los municipios rurales o parroquias (en estonio: vallad, en singular vald).
Cada municipio puede contener dentro de sus límites uno o varios lugares poblados. Algunos municipios urbanos se dividen en distritos (en estonio: linnaosad, en singular linnaosa) con limitados poderes de gobierno. Por ejemplo, Tallin se subdivide en 8 distritos (Haabersti, Kesklinn, Kristiine, Lasnamäe, Mustamäe, Nõmme, Pirita y Põhja-Tallinn).
Tras la reforma de 2017 hay 79 municipios, de los cuales 14 son urbanos y 65 son rurales.

## Condado de Harju
Municipios urbanos en 2017:
- Keila
- Loksa
- Maardu
- Tallin

Municipios rurales en 2017:

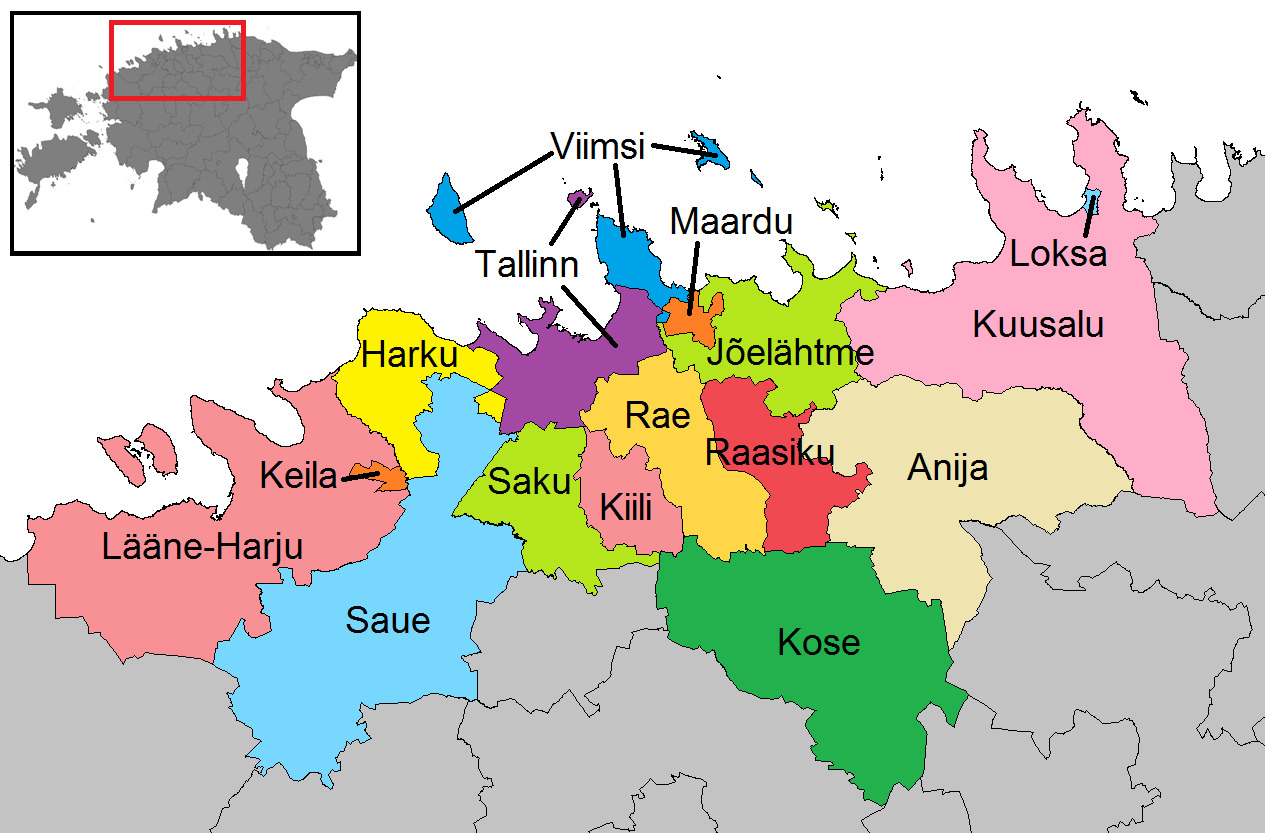
Municipios del condado de Harju.

- Parroquia de Anija (capital: Kehra)
- Parroquia de Harku (capital: Tabasalu)
- Parroquia de Jõelähtme (capital: Jõelähtme)
- Parroquia de Kiili (capital: Kiili)
- Parroquia de Kose (capital: Kose)
- Parroquia de Kuusalu (capital: Kiiu)
- Lääne-Harju (capital: Paldiski)
- Parroquia de Raasiku (capital: Aruküla)
- Parroquia de Rae (capital: Jüri)
- Parroquia de Saku (capital: Saku)
- Parroquia de Saue (capital: Laagri)
- Parroquia de Viimsi (capital: Viimsi)

## Condado de Hiiu

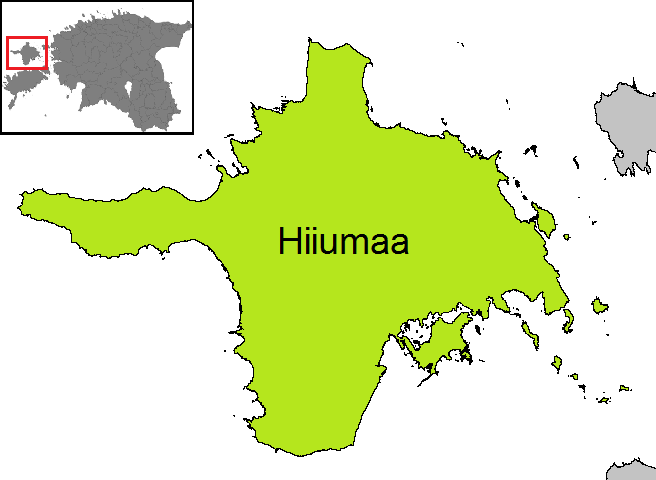
Municipios del condado de Hiiu.

Desde 2017 es un condado formado por un solo municipio.

## Condado de Ida-Viru
Municipios urbanos en 2017:
- Kohtla-Järve
- Narva
- Narva-Jõesuu
- Sillamäe

Municipios rurales en 2017:
- Alutaguse (capital: Iisaku)

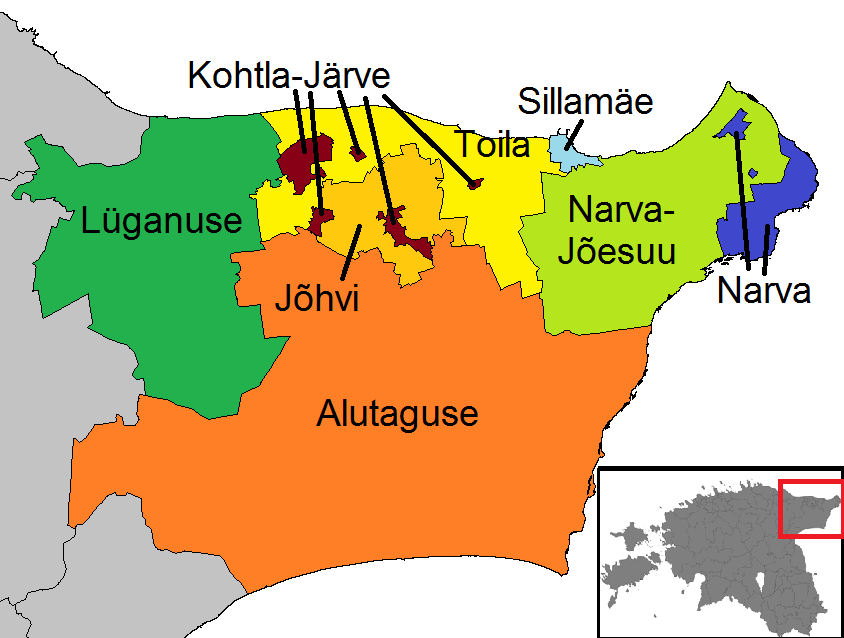
Municipios del condado de Ida-Viru.

- Parroquia de Jõhvi (capital: Jõhvi)
- Parroquia de Lüganuse (capital: Lüganuse)
- Parroquia de Toila (capital: Toila)

## Condado de Järva
Municipios urbanos en 2017:
- Paide

Municipios rurales en 2017:

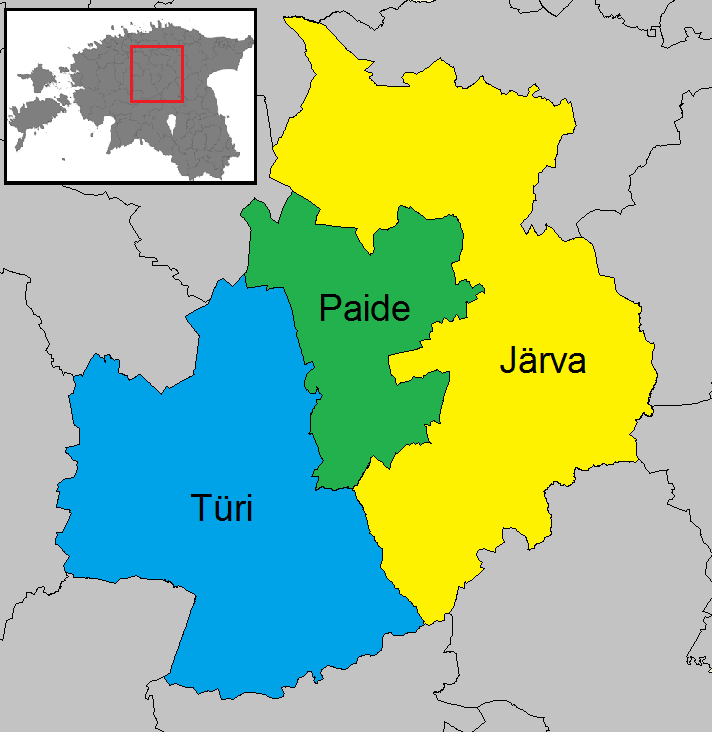
Municipios del condado de Järva.

- Parroquia de Järva (capital: Järva-Jaani)
- Parroquia de Türi (capital: Türi)

## Condado de Jõgeva
Municipios rurales en 2017:

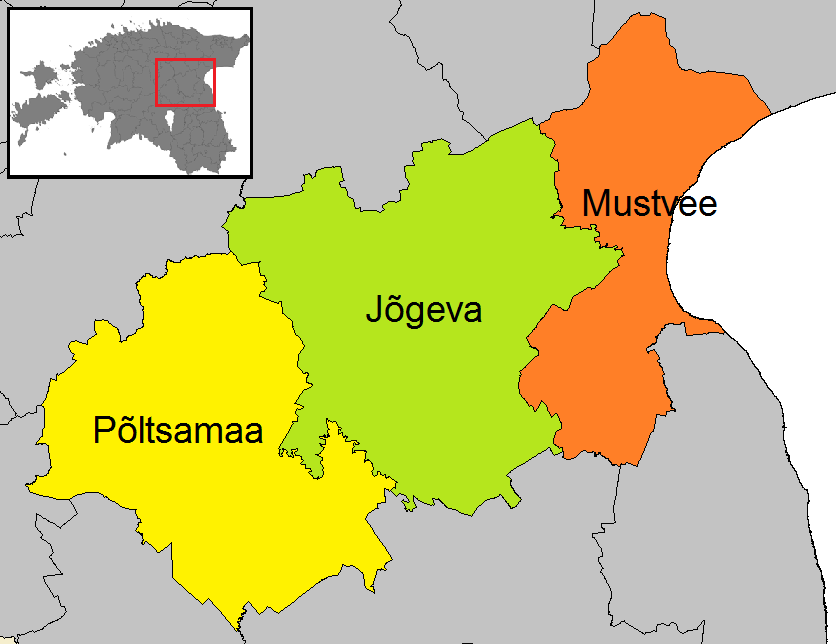
Municipios del condado de Jõgeva.

- Parroquia de Jõgeva (capital: Jõgeva)
- Parroquia de Mustvee (capital: Mustvee)
- Parroquia de Põltsamaa (capital: Põltsamaa)

## Condado de Lääne

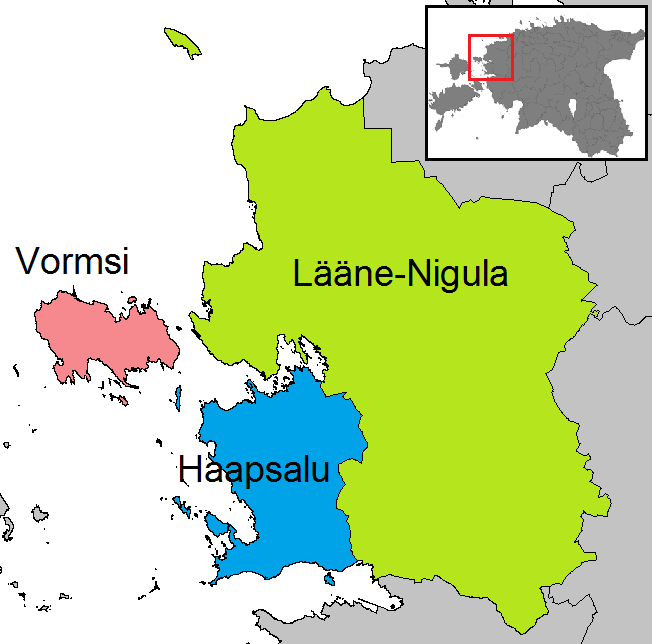
Municipios del condado de Lääne.

Municipios urbanos en 2017:
- Haapsalu

Municipios rurales en 2017:
- Lääne-Nigula (capital: Taebla)
- Vormsi (capital: Hullo)

## Condado de Lääne-Viru
Municipios urbanos en 2017:
- Rakvere

Municipios rurales en 2017:

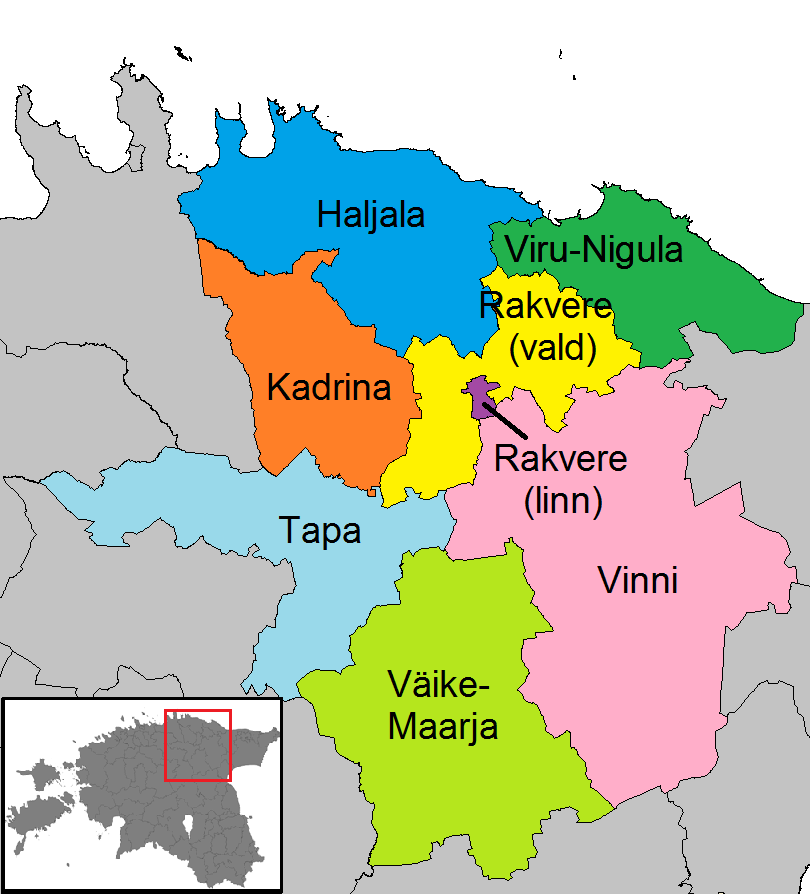
Municipios del condado de Lääne-Viru.

- Parroquia de Haljala (capital: Haljala)
- Parroquia de Kadrina (capital: Kadrina)
- Parroquia de Rakvere (sede administrativa: Rakvere)
- Parroquia de Tapa (capital: Tapa)
- Parroquia de Vinni (capital: Pajusti)
- Parroquia de Viru-Nigula (capital: Viru-Nigula)
- Parroquia de Väike-Maarja (capital: Väike-Maarja)

## Condado de Pärnu
Municipios urbanos en 2017:
- Pärnu

Municipios rurales en 2017:

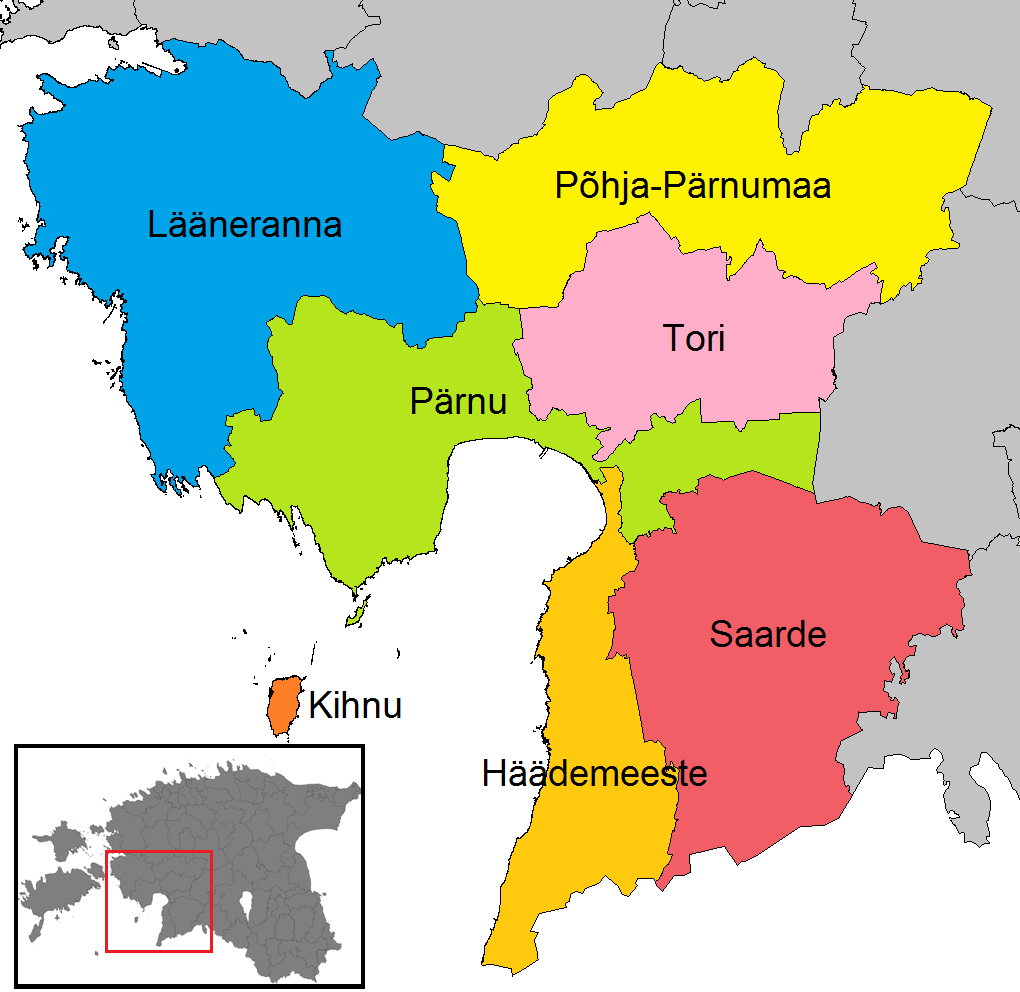
Municipios del condado de Pärnu.

- Municipio de Häädemeeste (capital: Häädemeeste)
- Kihnu (capital: Sääre)
- Municipio de Lääneranna (capital: Lihula)
- Municipio de Põhja-Pärnumaa (capitales: Vändra y Pärnu-Jaagupi)
- Municipio de Saarde (capital: Kilingi-Nõmme)
- Municipio de Tori (capital: Tori)

## Condado de Põlva
Municipios rurales en 2017:

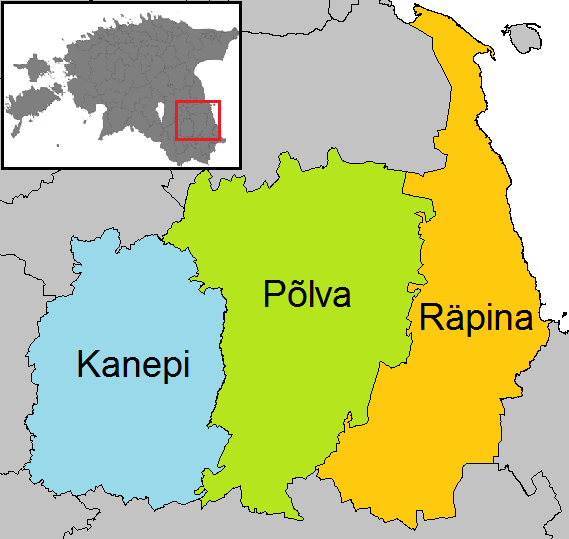
Municipios del condado de Põlva.

- Municipio de Kanepi (capital: Kanepi)
- Municipio de Põlva (capital: Põlva)
- Municipio de Räpina (capital: Räpina)

## Condado de Rapla
Municipios rurales en 2017:

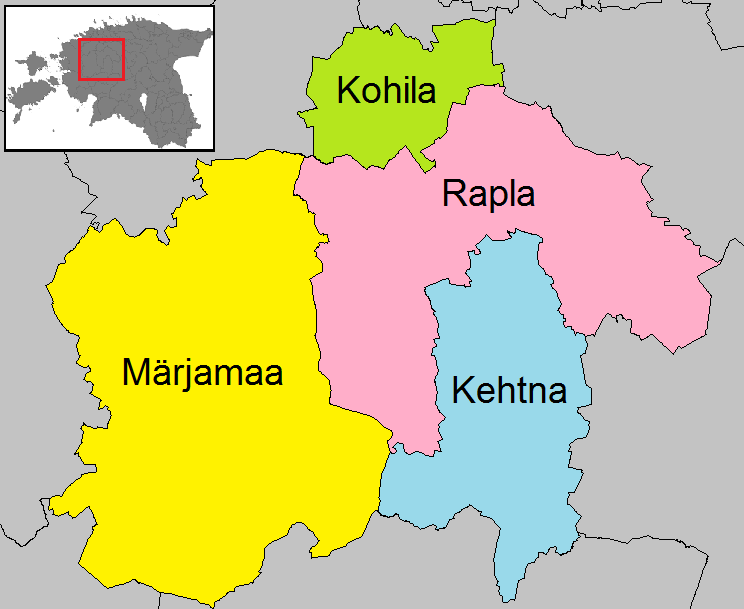
Municipios del condado de Rapla.

- Municipio de Kehtna (capital: Kehtna)
- Municipio de Kohila (capital: Kohila)
- Municipio de Märjamaa (capital: Märjamaa)
- Municipio de Rapla (capital: Rapla)

## Condado de Saare

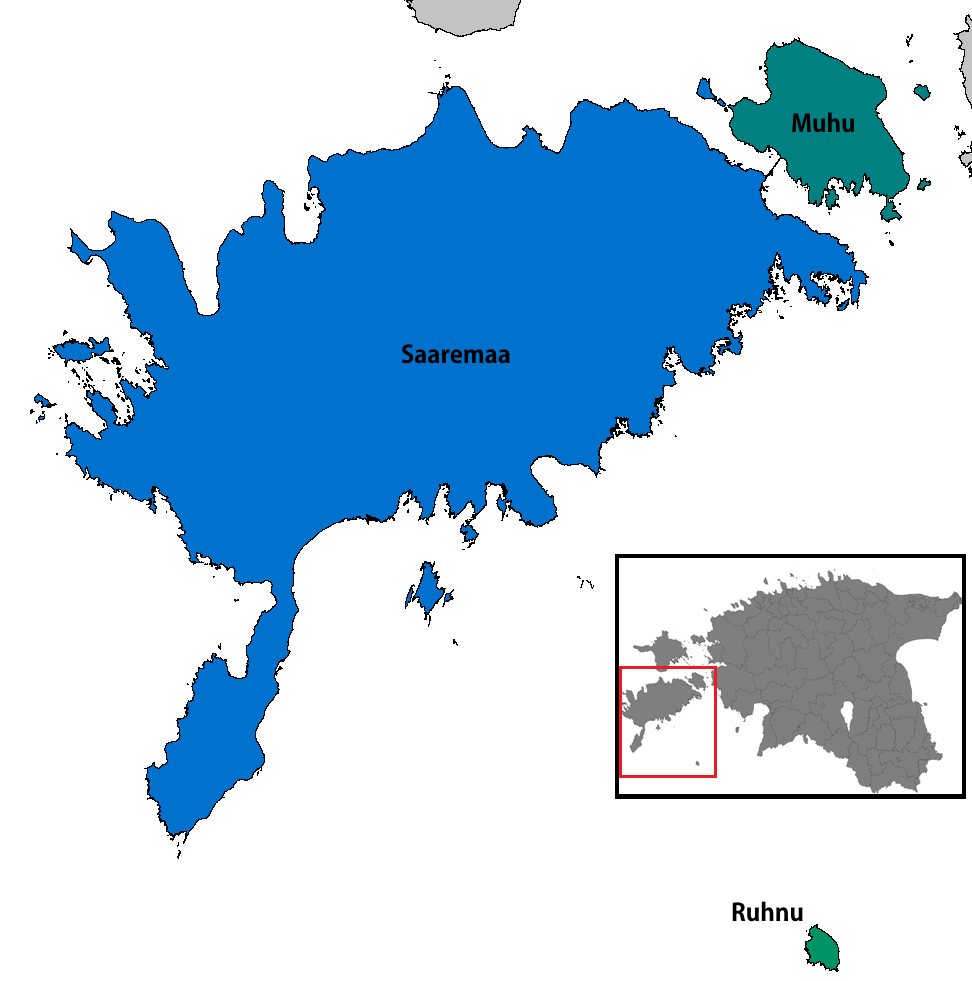
Municipios del condado de Saare.

Municipios rurales en 2017:
- Muhu (capital: Liiva)
- Ruhnu
- Saaremaa (capital: Kuressaare)

## Condado de Tartu
Municipios urbanos en 2017:
- Tartu

Municipios rurales en 2017:
- Municipio de Elva (capital: Elva)

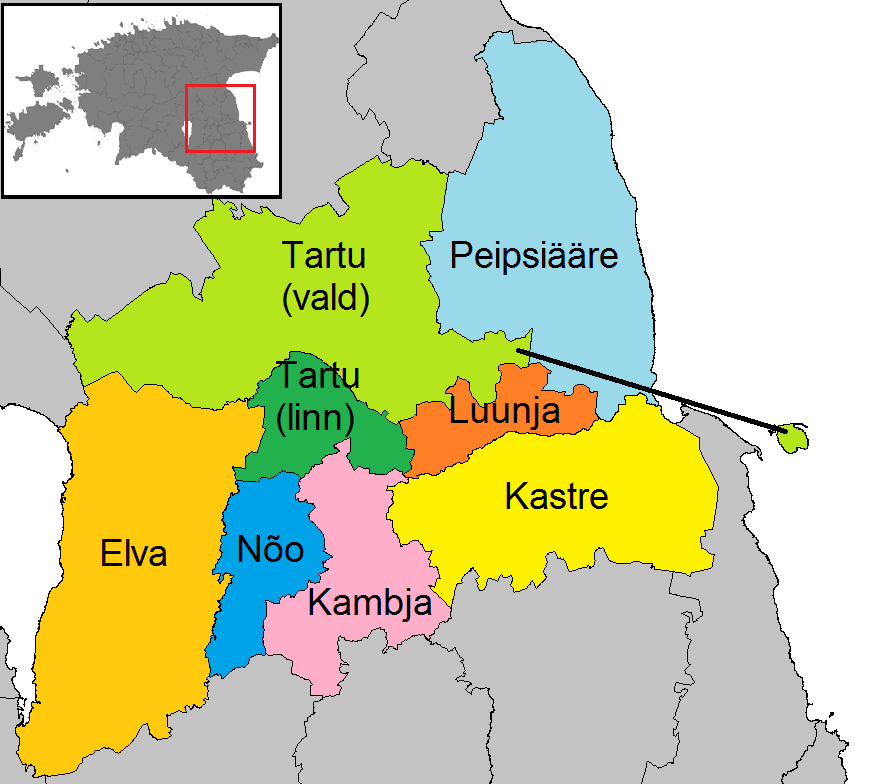
Municipios del condado de Tartu.

- Municipio de Kambja (capital: Kambja)
- Municipio de Kastre (capital: Kurepalu)
- Municipio de Luunja (capital: Luunja)
- Municipio de Nõo (capital: Nõo)
- Municipio de Peipsiääre (capital: Alatskivi)
- Municipio de Tartu (capital: Kõrveküla)

## Condado de Valga
Municipios rurales en 2017:

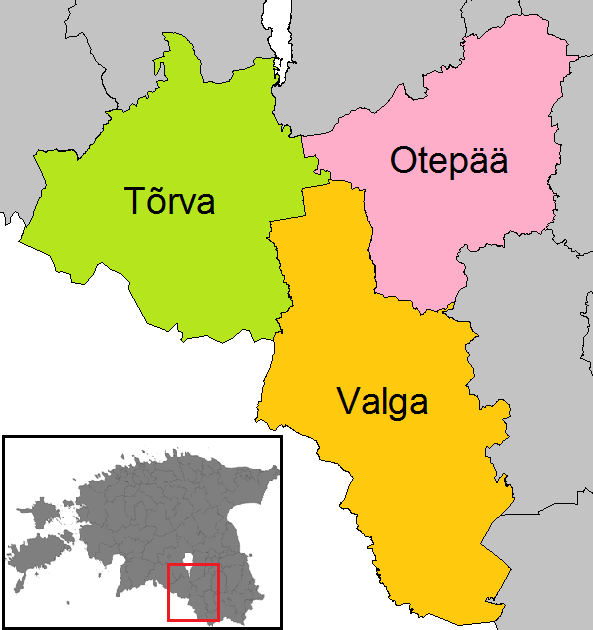
Municipios del condado de Valga.

- Municipio de Otepää (capital: Otepää)
- Municipio de Tõrva (capital: Tõrva)
- Municipio de Valga (capital: Valga)

## Condado de Viljandi
Municipios urbanos en 2017:
- Viljandi

Municipios rurales en 2017:

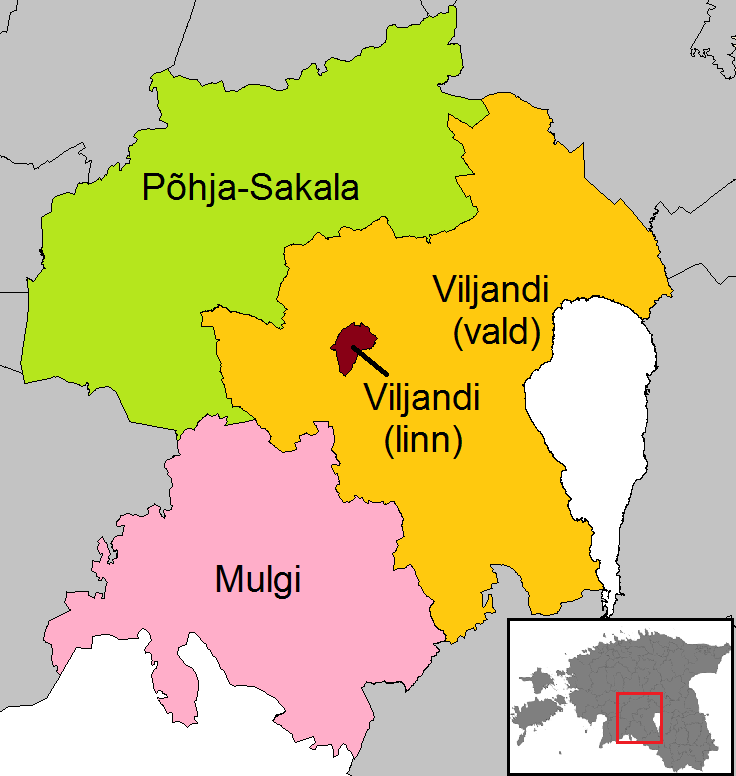
Municipios del condado de Viljandi.

- Municipio de Mulgi (capital: Abja-Paluoja)
- Municipio de Põhja-Sakala (capital: Suure-Jaani)
- Municipio de Viljandi (sede administrativa: Viljandi)

## Condado de Võru
Municipios urbanos en 2017:
- Võru

Municipios rurales en 2017:

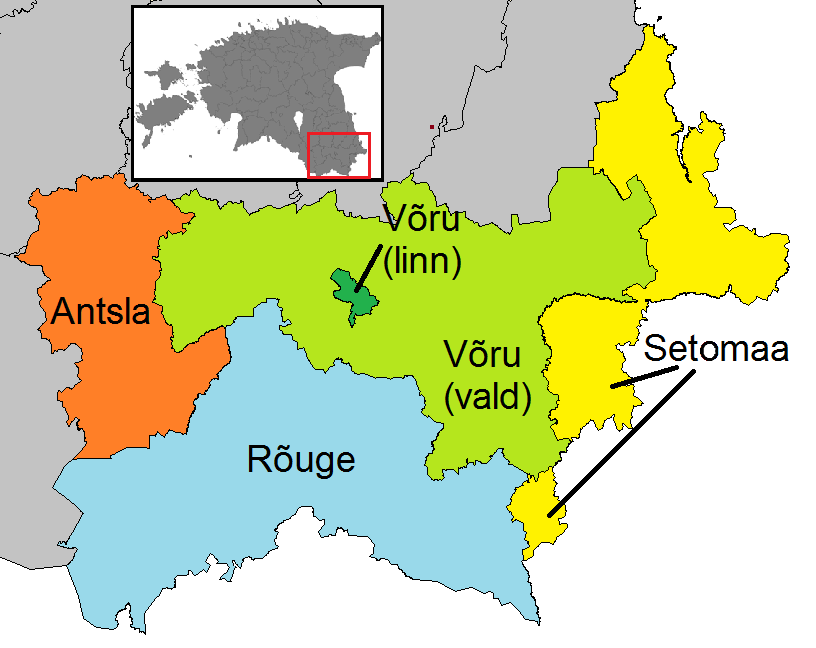
Municipios del condado de Võru.

- Municipio de Antsla (capital: Antsla)
- Municipio de Rõuge (capital: Rõuge)
- Municipio de Setomaa (capital: Värska)
- Municipio de Võru (sede administrativa: Võru)

## Estructura de gobierno
Cada municipio cuenta con un órgano de gobierno local y un consejo.
El consejo (en estonio: volikogu) es un órgano representativo elegido por los residentes para un período de 3 años. Los miembros del consejo eligen a un presidente (en estonio: volikogu esimees) que coordina el trabajo del consejo y representa al municipio.
El gobierno local (en estonio: valitsus) es un órgano ejecutivo constituido por el consejo y encabezado por un alcalde (en estonio: linnapea en las ciudades y vallavanem en los municipios rurales), que es elegido para un mandato de tres años. Los cargos de alcalde y de presidente del consejo no pueden ser ocupados por la misma persona. Los otros miembros del gobierno son elegidos por el alcalde, con la aprobación del consejo.